# Меноая
Меноая (рум. Mănoaia) — село у повіті Нямц в Румунії. Входить до складу комуни Костіша.
Село розташоване на відстані 262 км на північ від Бухареста, 26 км на південний схід від П'ятра-Нямца, 84 км на південний захід від Ясс, 146 км на північний схід від Брашова.

## Населення
За даними перепису населення 2002 року у селі проживали 930 осіб, усі — румуни. Усі жителі села рідною мовою назвали румунську.